# Sân vận động Hanshin Koshien
Sân vận động Hanshin Koshien, tên chính thức là Cầu trường Hanshin Kōshien (阪神甲子園球場 (Phản Thần Giáp Tý Viên cầu trường) Hanshin Kōshien Kyūjō) và gọi đơn giản là Koshien (hoặc Koushien trong một số văn bản latinh nước ngoài) là một sân vận động bóng chày nằm tại Nishinomiya, ngoại ô Kobe, tỉnh Hyōgo, Nhật Bản. Khánh thành và đi vào hoạt động vào ngày 1 tháng 8 năm 1924 (năm Giáp Tý), đây là nơi cố định tổ chức các giải bóng chày trung học phổ thông quốc gia tại Nhật. Với sức chứa khoảng 55,000 khán giả, đây là sân thể thao lớn nhất tại châu Á thời bấy giờ.
Cái tên Kōshien (甲子園 Kōshien), tức Giáp Tý viên, được lấy theo can chi của năm khánh thành 1924. Thiết kế của sân chịu ảnh hưởng mạnh mẽ từ thiết kế sân Polo Grounds tại New York. Vào năm 1936 sân trở thành sân nhà của đội Osaka Tigers (ngày nay là Hanshin Tigers thuộc chi giải Central League của NPB). Vào ngày 14 tháng 12 năm 1964, tên doanh nghiệp chủ quản đội Tigers, Hanshin, được bổ sung vào tên gọi Sân vận động Koshien.
Koshien nổi tiếng được coi là thánh đường của Bóng chày học sinh Nhật Bản. Đây là nơi tổ chức Đại hội Vô địch Bóng chày Trung học phổ thông toàn Nhật Bản vào tháng 8 và Đại hội Bóng chày Trung học phổ thông Tuyển chọn vào tháng 3 hàng năm, hay còn gọi lần lượt là Koshien Mùa hè và Koshien Mùa xuân. Việc tổ chức giải đấu trên luôn được ưu tiên, tới mức các trận đấu trên sân nhà của Hanshin Tigers bị trùng với thời gian tổ chức đều phải bị hoãn lại. Ngoài ra, sân cũng tổ chức trận chung kết toàn Nhật Bản môn bóng bầu dục đại học hay còn được biết tới với cái tên Koshien Bowl.
Koshien là một trong số ít các sân còn hoạt động từng tiếp đón cầu thủ huyền thoại người Mĩ Babe Ruth, trong chuyến du đấu Nhật Bản năm 1934. Ở khuôn viên sân ngày nay có một bức phù điêu để kỉ niệm sự kiện trên.